# 音素意识
音素意识（英語：phonemic awareness）是语音意识的一个子集，其中听众能够听到，识别和操纵音素，音素是帮助区分意义单位（语素）的最小音量单位。将说出的单词“cat”分成三个不同的音素，/ k /，/æ/和/ t /，需要音素识别。但是，音素不能像歌曲中的音符那样分开，或者可以单独识别。美國國家閱讀委員會发现，音素意识可以提高儿童的字詞阅读和阅读理解能力，并帮助儿童学习拼写。音素意识是学习發音的基础。
音素意识和语音意识经常被混淆，因为它们是相互依赖的。音素意识是听到和操纵个别音素的能力。语音意识包括这种能力，但它还包括听到和操纵更大单位声音的能力，例如起始，声音和音节。
Vickie Snider的研究表明，随着年龄的增长，音素意识与学生的阅读能力直接相关。音素意识为学生理解英语规则奠定了基础。这反过来又允许每个学生运用这些技能，提高學生們的朗讀文章時的流畅性和对文本的理解。

研究已经证明音素意识教学支持英语作为第二語言或外语学习。 Johnson和Tweedie（2010）的研究将直接的音素意识指导应用于马来西亚农村地区以英语作为外语的年轻学习者。那些接受音素意识直接指导的儿童的测试成绩显着高于对照组。在这种情况下，音素意识教學加速了相关的识字和算术技能的获得。该研究表明，直接音素意识教学可能有助于缩小城乡儿童之间存在的识字差距。
成人英语学习者也可能受益于直接音素意识指导。在一項針對一個由母語為阿拉伯语的成人英语学习者參與之學術英語课程的研究显示，在音素意识教学后，學員的元音识别和C-测试成绩得到了显着提升，尽管研究人员担心成人英语学习者可能会对音素意识教学方法有负面看法。
音素意识涉及区分和操纵单个声音的能力，例如在foot的情况下/ f /，/ʊ/和/ t /。以下是学生常用的音素识别技巧：
1. 音素隔离：需要识别单词中的单个声音，例如，「告訴我你在"paste"這個字中聽到的第一個音。」 (/p/).
2. 音素标识：需要识别不同单词中的共同声音，例如，「告訴我在"bike","boy"和"bell"之中哪個音是相同的。」(/b/).
3. 音素替换：通过用一个音素（例如/ h /）代替另一个音素（/ k /），可以将一个单词（例如“cat”）变成另一个单词（例如“hat”）。音素替换可以发生在初始声音（cat-hat），中间声音（cat-cut）或结束声音（cat-cap）中。
4. 口头分段：老师说一句字，例如“ball”，学生單獨说出組成的音節，/ b /，/ɔː/和/ l /。
5. 口头混合：老师说所有音節，例如“/ b /，/ɔː/，/ l /”，学生回答“ball”这个词。
6. 声音删除：老师说一個字，让学生重复讀一遍，然后指示学生在没有第一个声音的情况下重复单词。例如，老师可能会说「现在说没有/ b /的"bill"」，学生应该回答"ill"。
7. 起始操作：需要隔离，识别，分割，混合或删除起始点（在元音之前和辅音之后的单个辅音或混合），例如，j-ump，st-op，str-ong。
还有其他音素意识活动，例如声音替换，学生被指示用另一种声音替换一种声音;声音添加，学生将声音添加到单词中;和声音切换，学生操纵音素的顺序。这些更复杂，但研究支持使用上面列出的三种，特别是口头分段和口头配合。

## 延伸阅读
- Adams, Marilyn McCord. . Baltimore: P.H. Brookes. 1998. ISBN 1-55766-321-1. OCLC 36942591.
- Vinita Chhabra; Peggy D. McCardle. . Baltimore: P.H. Brookes Pub. 2004. ISBN 1-55766-672-5. OCLC 53880243.
- Fox, Barbara J. . Pearson. 2010. ISBN 978-0-13-208094-1.
- Bursuck, William D. . Pearson. 2011. ISBN 978-0-13-705781-8.
- .   [3/5/2013]. （原始内容存档于2013-12-29）.
- Phonemic Awareness: An Important Early Step in Learning To Read （页面存档备份，存于） - From the ERIC Clearinghouse on Reading English and Communication.
- Phonemic Awareness - From WETA (DC) Public Television's Reading Rockets （页面存档备份，存于）